# Olho de Boi (selo)
O selo conhecido como Olho de Boi foi impresso, por determinação do Governo Imperial brasileiro, em 1843. O Brasil foi o segundo país no mundo a emitir selos válidos em todo o território nacional (ao contrário das emissões locais), ficando apenas atrás do Reino Unido.

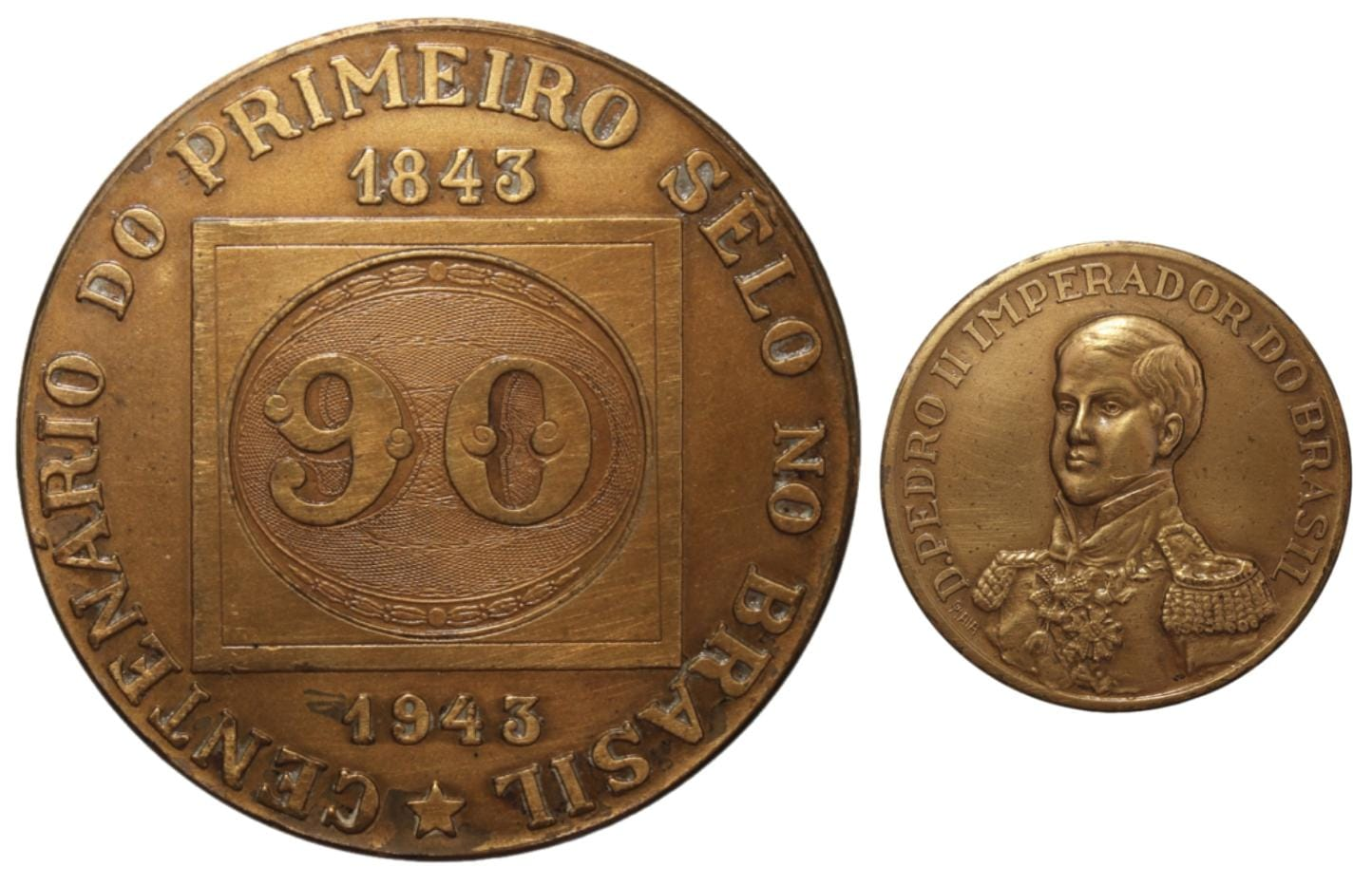
Medalha cunhada pela Casa da Moeda do Brasil ao centenário do selo em 1943.

Constitui-se na primeira série de selos postais emitidos pelo país (a segunda do mundo de circulação nacional e a terceira, se for levado em conta o selo emitido no Cantão de Zurique - Suíça, de circulação apenas regional), e consta de três peças com valores gravados de 30, 60 e 90 réis.
De início, houve a discussão sobre a conveniência de se estamparem nos selos a efígie do imperador. As autoridades da época acabaram por concluir que os selos não deveriam trazer o rosto de Dom Pedro II, pois os selos, carimbados, acabariam por vilipendiar a imagem de Sua Majestade. Por esta razão, as primeiras séries de selos postais do Brasil traziam apenas os algarismos de valor na estampa.
A série Olho de Boi circulou entre 1843 e 1844. Os selos de 90 réis eram destinados apenas às correspondências internacionais, o que os tornaria os selos  mais raros e disputados por filatelistas na atualidade.
O Olho de Boi de 30 Réis deveria ter uma primeira impressão de 6.000.000 unidades, porém sua tiragem final foi de 1.148.994, com remessas para Porto Alegre (31/08), para a província do Espírito Santo (06/09), para São Paulo (14/09) e para Minas Gerais (25/09).
O Olho de Boi de 60 Réis teve como tiragem final 1.502.142 de selos e o de 90 Réis teve 349.182 selos.
A Bahia foi a província que recebeu o maior número de selos: 61.000 de 60 Réis; 24.000 de 30 Réis e 18.000 de 90 réis.
A série Olho de Boi é uma das mais raras e procuradas por filatelistas de todo o mundo.
Os filatelistas devem sempre exigir certificado da autenticidade quando comprar selos olho de boi pois existem muitas falsificações no mercado.

## Outras Imagens dos Olhos de Bois

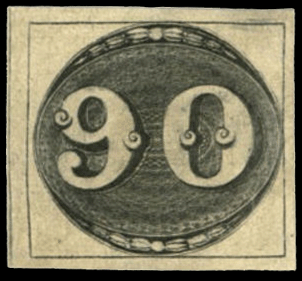
Olho de boi de 90 Réis